# Sostegno (Italia)
Sostegno (Sostegn in piemontese, Sustäjgn in dialetto locale) è un comune italiano di 732 abitanti della provincia di Biella in Piemonte.

## Geografia fisica
La Riale Ravasanella, uno dei rami di monte del torrente Rovasenda, segna per vari chilometri il confine con il comune di Curino. Questo piccolo corso d'acqua nel territorio del comune di Roasio, in provincia di Vercelli, è sbarrato da una diga e forma il lago Ravasanella, il cui bacino sconfina a monte in territorio di Sostegno.
Il territorio comunale si estende a cavallo dello spartiacque che separa i bacini del Sessera (a nord) e del Rovasenda (a sud). Verso il primo scorre il torrente Strona, verso il secondo i torrenti Valnava e Cognatto. Sia il capoluogo, sia le frazioni Asei e Casa del Bosco sorgono a sud dello spartiacque; l'estensione comunale, tuttavia, rende possibile l'appartenenza del comune alla comunità montana valsesserina.
Il territorio è discontinuo: la frazione Casa del Bosco, infatti, è un'isola amministrativa interamente circondata da territori di altri comuni (Villa del Bosco, Roasio, Lozzolo). Per raggiungerla da Sostegno o da Asei è necessario uscire non solo dal territorio comunale (passando per quello di Roasio), ma anche dalla provincia di Biella entrando in quella di Vercelli; non costituisce tuttavia un'exclave provinciale grazie alla contiguità con il territorio di Villa del Bosco.

## Storia

### Simboli
(D.P.R. del 14 aprile 1992)

## Monumenti e luoghi di interesse

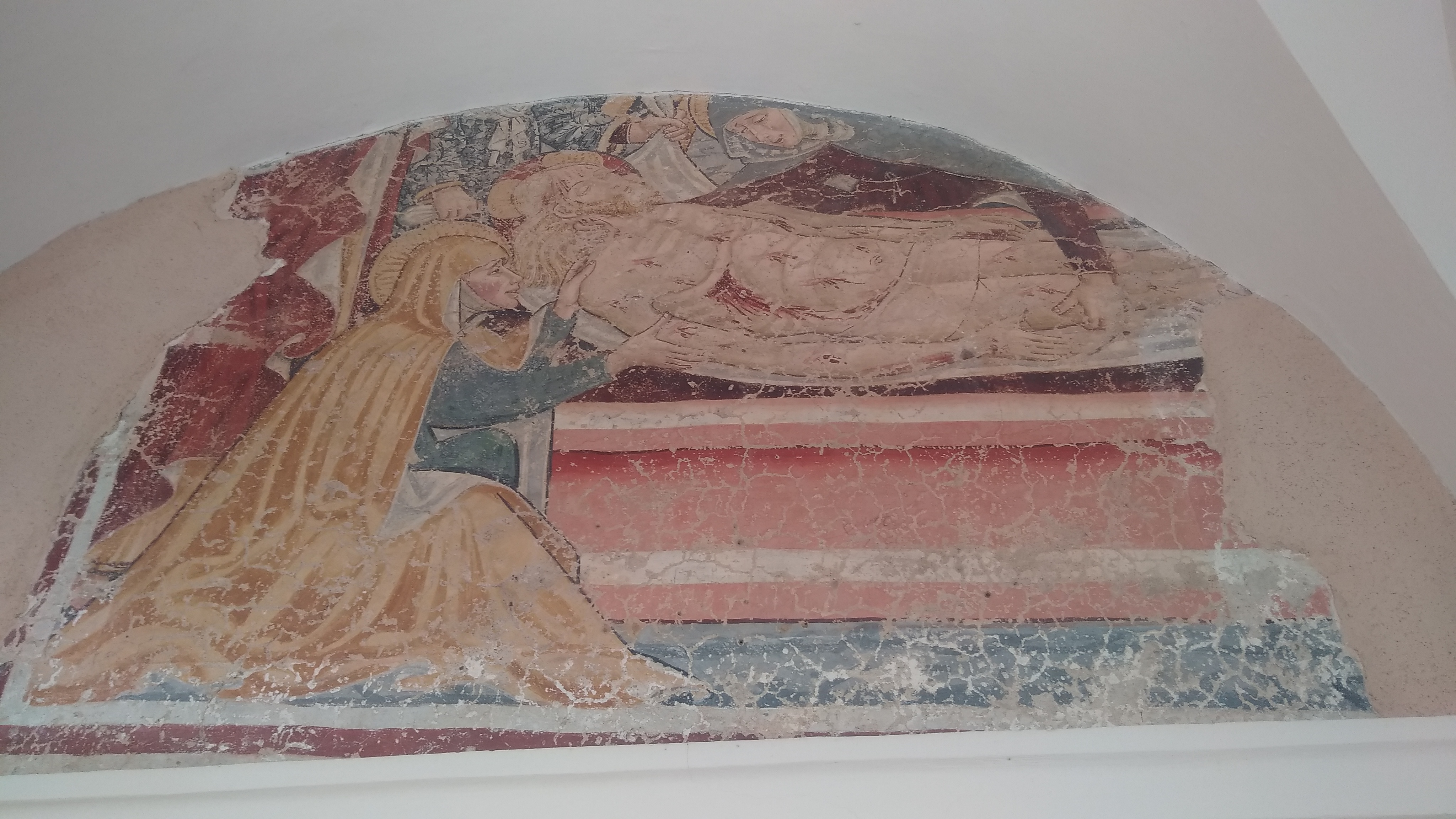
Affresco della Deposizione, chiesa SS. Trinità

- Parrocchiale di San Lorenzo, in origine costruita sui ruderi del castello dopo la distruzione di quest'ultimo, avvenuta nel 1527, e ricostruita poi a partire dal 1680 utilizzando l’antica torre del castello come campanile
- Comparrocchiale della S.S. Trinità, che conserva alcune interessanti opere pittoriche tra le quali una deposizione di Cristo in stile goticheggiante
- Oratorio di San Giacomo, poco fuori dal paese, con all'interno un antico ciclo di affreschi
- Castagno secolare, nei pressi del Cimitero

## Società

### Evoluzione demografica
Abitanti censiti

## Infrastrutture e trasporti
Fra il 1908 e il 1935 la località fu servita dalla stazione Crevacuore-Sostegno della Ferrovia Grignasco-Coggiola.

## Economia
Il paese è rinomato per la produzione agricola, costituita soprattutto da frutticoltura (meleti) e viticoltura (il vino DOC Bramaterra, prodotto anche in comuni limitrofi, trae il suo nome proprio da un appezzamento di terreno sostegnese).

## Amministrazione

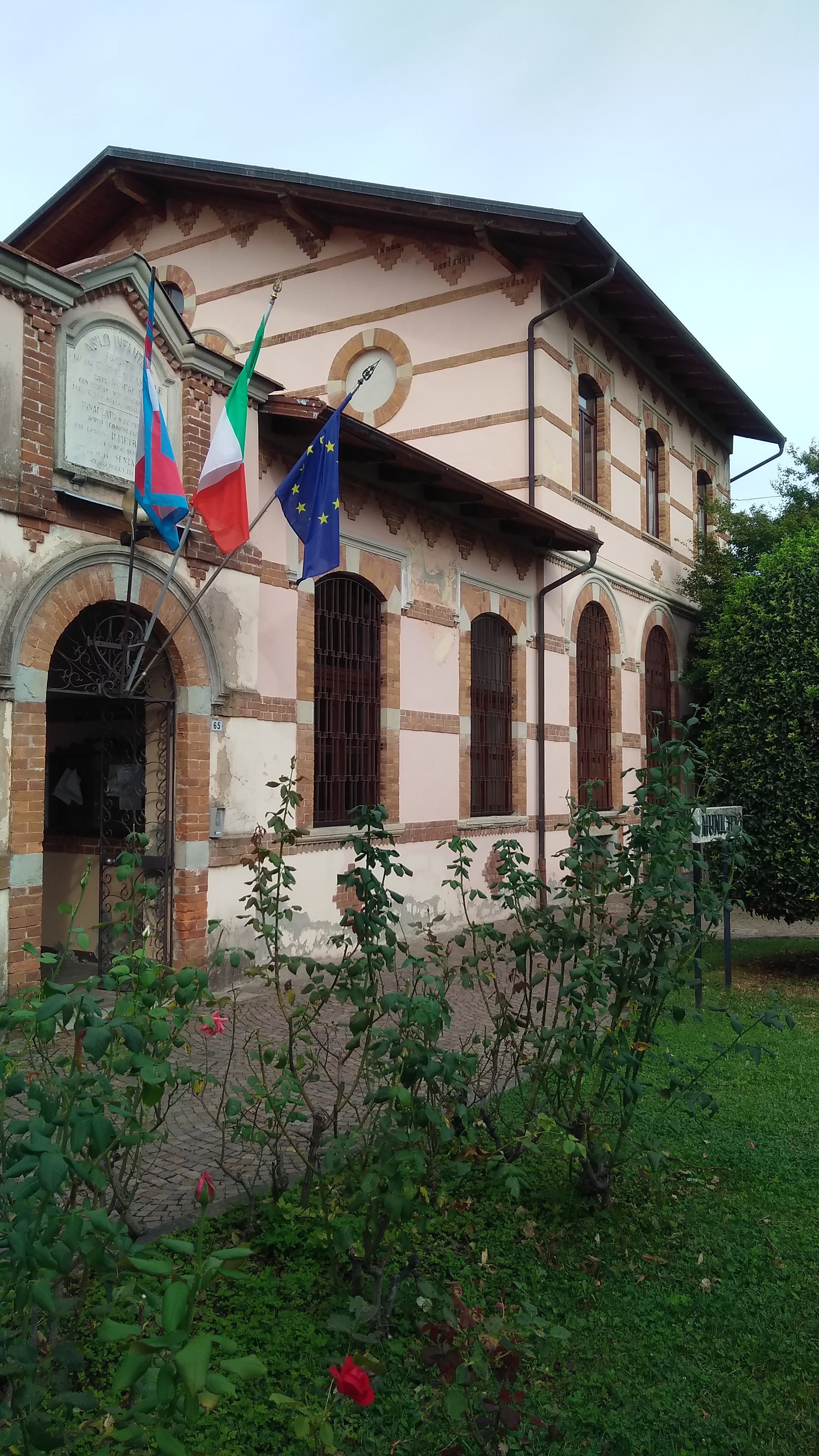
Il municipio

Di seguito è presentata una tabella relativa alle amministrazioni che si sono succedute in questo comune.
| Periodo        | Periodo        | Primo cittadino     | Partito                         | Carica  | Note  |
| -------------- | -------------- | ------------------- | ------------------------------- | ------- | ----- |
| 24 aprile 1995 | 14 giugno 1999 | Antonio Delponte    | centro                          | Sindaco | [ 6 ] |
| 22 giugno 1999 | 14 giugno 2004 | Antonio Delponte    | lista civica                    | Sindaco | [ 6 ] |
| 14 giugno 2004 | 8 giugno 2009  | Giovanni Rabozzi    | lista civica                    | Sindaco | [ 6 ] |
| 8 giugno 2009  | 25 maggio 2014 | Danila Vigna        | lista civica                    | Sindaco | [ 6 ] |
| 25 maggio 2014 | in carica      | Giuseppe Framorando | lista civica Tutti per Sostegno | Sindaco | [ 6 ] |

### Altre informazioni amministrative
Il comune faceva parte della Comunità montana Val Sessera, Valle di Mosso e Prealpi Biellesi.